# Elaiza
Az Elaiza egy német lányegyüttes, akik Németországot képviselték a 2014-es Eurovíziós Dalfesztiválon, a dán fővárosban, Koppenhágában. Versenydaluk az Is It Right (magyarul: Helyes?) volt.

## Karrier

### 2014-es Eurovíziós Dalfesztivál
2014. március 13-án megnyerték az Unser Song für Dänemark-ot, az németországi eurovíziós válogatóversenyt, az így a 2014-es Eurovíziós Dalfesztiválon, Koppenhágában ők képviselhették hazájukat.
2014. május 10-én, a dalfesztivál döntőjében tizenkettedikként léptek fel. A szavazás során 39 pontot szereztek, ami a 18. helyet jelentette a huszonhat fős mezőnyben.

## Tagok
- Elżbieta "Ela" Steinmetz — vokál, ének
- Yvonne Grünwald — harmonika
- Natalie Plöger — nagybőgő

## Diszkográfia

### Kislemezek
| Év   | Cím                    | Csúcspozíció | Csúcspozíció | Album   |
| Év   | Cím                    | GER          | AUT          | Album   |
| ---- | ---------------------- | ------------ | ------------ | ------- |
| 2014 | "Is It Right"          | 4            | 71           | Gallery |
| 2014 | "Fight Against Myself" | 50           | —            | Gallery |
| 2014 | "Without"              | 88           | —            | Gallery |